# Cincinnati Open 2015 - Qualificazioni singolare maschile
Le qualificazioni del singolare maschile del Cincinnati Open 2015 sono state un torneo di tennis preliminare per accedere alla fase finale della manifestazione. I vincitori dell'ultimo turno sono entrati di diritto nel tabellone principale. In caso di ritiro di uno o più giocatori aventi diritto a questi sono subentrati i lucky loser, ossia i giocatori che hanno perso nell'ultimo turno ma che avevano una classifica più alta rispetto agli altri partecipanti che avevano comunque perso nel turno finale.

## Teste di serie
1. Benoît Paire (ultimo turno, Lucky loser)
2. Steve Johnson (ultimo turno)
3. Vasek Pospisil (qualificato)
4. Michail Kukuškin (primo turno)
5. Serhij Stachovs'kyj (spostato nel tabellone principale)
6. Santiago Giraldo (ultimo turno)
7. Benjamin Becker (primo turno)
8. Nicolas Mahut (qualificato)

1. Aleksandr Dolhopolov (qualificato)
2. Denis Istomin (ultimo turno)
3. Chung Hyeon (ultimo turno)
4. Thanasi Kokkinakis (qualificato)
5. Denis Kudla (qualificato)
6. Lu Yen-hsun (qualificato)
7. Marsel İlhan (ultimo turno)

## Qualificati
1. Denis Kudla
2. Nicolas Mahut
3. Vasek Pospisil
4. Lu Yen-hsun

1. Thanasi Kokkinakis
2. Aleksandr Dolhopolov
3. Alexander Zverev

### Lucky Loser
1. Benoît Paire

## Tabellone

### Legenda
| - Q = Qualificato - WC = Wild card - LL = Lucky loser | - ALT = Alternate - SE = Special Exempt - PR = Protected Ranking | - w/o = Walkover - r = Ritirato - d = Squalificato |

### Sezione 1
|  | Primo turno | Primo turno      | Primo turno      | Primo turno | Primo turno |  |  | Ultimo turno | Ultimo turno | Ultimo turno | Ultimo turno | Ultimo turno |  |
|  |             |                  |                  |             |             |  |  |              |              |              |              |              |  |
|  | 1           | Benoît Paire     | Benoît Paire     | 6           | 6           |  |  |              |              |              |              |              |  |
|  |             | Marco Cecchinato | Marco Cecchinato | 1           | 1           |  |  | 1            | Benoît Paire | Benoît Paire | 4            | 4            |  |
|  | WC          | Tommy Paul       | 2                | 6           | 0           |  |  | 13           | Denis Kudla  | Denis Kudla  | 6            | 6            |  |
|  | 13          | Denis Kudla      | 6                | 0           | 6           |  |  |              |              |              |              |              |  |

### Sezione 2
|  | Primo turno | Primo turno     | Primo turno     | Primo turno | Primo turno |  |  | Ultimo turno | Ultimo turno  | Ultimo turno  | Ultimo turno | Ultimo turno |  |
|  |             |                 |                 |             |             |  |  |              |               |               |              |              |  |
|  | 2           | Steve Johnson   | Steve Johnson   | 7           | 6           |  |  |              |               |               |              |              |  |
|  |             | James Duckworth | James Duckworth | 5           | 4           |  |  | 2            | Steve Johnson | Steve Johnson | 2            | 4            |  |
|  | WC          | Frances Tiafoe  | Frances Tiafoe  | 3           | 2           |  |  | 8            | Nicolas Mahut | Nicolas Mahut | 6            | 6            |  |
|  | 8           | Nicolas Mahut   | Nicolas Mahut   | 6           | 6           |  |  |              |               |               |              |              |  |

### Sezione 3
|  | Primo turno | Primo turno    | Primo turno    | Primo turno | Primo turno |  |  | Ultimo turno | Ultimo turno   | Ultimo turno | Ultimo turno | Ultimo turno |  |
|  |             |                |                |             |             |  |  |              |                |              |              |              |  |
|  | 3           | Vasek Pospisil | Vasek Pospisil | 6           | 6           |  |  |              |                |              |              |              |  |
|  |             | Tatsuma Itō    | Tatsuma Itō    | 3           | 2           |  |  | 3            | Vasek Pospisil | 64           | 6            | 6            |  |
|  |             | Ivan Dodig     | 6              | 4           | 1           |  |  | 11           | Chung Hyeon    | 7            | 0            | 3            |  |
|  | 11          | Chung Hyeon    | 3              | 6           | 6           |  |  |              |                |              |              |              |  |

### Sezione 4
|  | Primo turno | Primo turno      | Primo turno   | Primo turno | Primo turno |  |  | Ultimo turno | Ultimo turno   | Ultimo turno | Ultimo turno | Ultimo turno |  |
|  |             |                  |               |             |             |  |  |              |                |              |              |              |  |
|  | 4           | Michail Kukuškin | 6             | 4           | 5           |  |  |              |                |              |              |              |  |
|  |             | Michail Južnyj   | 0             | 6           | 7           |  |  |              | Michail Južnyj | 6            | 2            | 4            |  |
|  | WC          | Stefan Kozlov    | Stefan Kozlov | 4           | 3           |  |  | 14           | Lu Yen-hsun    | 2            | 6            | 6            |  |
|  | 14          | Lu Yen-hsun      | Lu Yen-hsun   | 6           | 6           |  |  |              |                |              |              |              |  |

### Sezione 5
|  | Primo turno | Primo turno         | Primo turno | Primo turno | Primo turno |  |  | Ultimo turno | Ultimo turno       | Ultimo turno | Ultimo turno | Ultimo turno |  |
|  |             |                     |             |             |             |  |  |              |                    |              |              |              |  |
|  | 15          | Marsel İlhan        | 4           | 6           | 7           |  |  |              |                    |              |              |              |  |
|  |             | Nikoloz Basilašvili | 6           | 4           | 62          |  |  | 15           | Marsel İlhan       | 4            | 6            | 4            |  |
|  | WC          | Ryan Harrison       | 5           | 6           | 62          |  |  | 12           | Thanasi Kokkinakis | 6            | 2            | 6            |  |
|  | 12          | Thanasi Kokkinakis  | 7           | 3           | 7           |  |  |              |                    |              |              |              |  |

### Sezione 6
|  | Primo turno | Primo turno          | Primo turno          | Primo turno | Primo turno |  |  | Ultimo turno | Ultimo turno         | Ultimo turno | Ultimo turno | Ultimo turno |  |
|  |             |                      |                      |             |             |  |  |              |                      |              |              |              |  |
|  | 6           | Santiago Giraldo     | Santiago Giraldo     | 6           | 6           |  |  |              |                      |              |              |              |  |
|  |             | Tim Smyczek          | Tim Smyczek          | 4           | 4           |  |  | 6            | Santiago Giraldo     | 3            | 6            | 4            |  |
|  | Alt         | James Ward           | James Ward           | 4           | 4           |  |  | 9            | Aleksandr Dolhopolov | 6            | 3            | 6            |  |
|  | 9           | Aleksandr Dolhopolov | Aleksandr Dolhopolov | 6           | 6           |  |  |              |                      |              |              |              |  |

### Sezione 7
|  | Primo turno | Primo turno      | Primo turno      | Primo turno | Primo turno |  |  | Ultimo turno | Ultimo turno     | Ultimo turno | Ultimo turno | Ultimo turno |  |
|  |             |                  |                  |             |             |  |  |              |                  |              |              |              |  |
|  | 7           | Benjamin Becker  | Benjamin Becker  | 4           | 2           |  |  |              |                  |              |              |              |  |
|  |             | Alexander Zverev | Alexander Zverev | 6           | 6           |  |  |              | Alexander Zverev | 6            | 3            | 6            |  |
|  | Alt         | Blaž Rola        | 6                | 67          | 4           |  |  | 10           | Denis Istomin    | 2            | 6            | 3            |  |
|  | 10          | Denis Istomin    | 1                | 7           | 6           |  |  |              |                  |              |              |              |  |